# Nyikolaj Alekszandrovics Bergyajev
Nyikolaj Alekszandrovics Bergyajev (oroszul: Никола́й Алекса́ндрович Бердя́ев; Kijev, Orosz Birodalom, 1874. március 6. – Clamart, Franciaország, 1948. március 23.) orosz filozófus és teológus. A 19. és 20. század fordulóján létrejövő orosz vallásfilozófiai gondolkodás egyik jelentős alakja. A filozófiatörténet az orosz keresztény egzisztencializmus képviselőjeként tartja számon. Elsősorban Dosztojevszkij és Szolovjov gyakorolt rá döntő hatást.

## Élete
Nemesi családba született. Kadétiskolában tanult, filozófiai érdeklődése már ekkor, 15 éves korában kialakult. Schopenhauer, Hegel és Kant műveit olvasta. Felsőfokú tanulmányait 1894-ben kezdte meg a Kijevi Egyetem természettudományi karán, de egy évvel később átment a jogi karra. Kezdetben a marxizmus irányzatához kötődött, aktív kapcsolatban állt a korabeli forradalmi értelmiséggel, bekapcsolódott a szociáldemokrata mozgalomba. 1898-ban részt vett egy diáktüntetésen, emiatt a Harci Szövetség a Munkásosztály Felszabadításáért kijevi bizottságának teljes tagságával együtt őt is letartóztatták, és kizárták az egyetemről.
Ezt követően illegális tevékenységet folytatott, 1901-ben három évre Vologdába száműzték. Itt átesett egy komoly lelki válságon, melynek hatására egyre inkább eltávolodott a marxizmus eszméitől és fokozatosan a kereszténység került érdeklődésének középpontjába. Sokat foglalkozott az idealista filozófiával, végül pedig elköteleződött az egzisztencialista és perszonalista irányzatok felé. 1904-ben megházasodott. 1908-ban átköltözött Moszkvába, majd bekapcsolódott a Vlagyimir Szolovjovról elnevezett Vallásfilozófiai Társaság munkájába. Szerepelt a Vebi (1909) és az Iz glubini (1918) című antológiákban, publikált a Poljarnaja Zvezda, a Mir Bozsij, a Novij Puty című folyóiratokban, Karl Kautsky Die Neue Zeit-jében. Az ortodox kereszténység iránti, már korábban is megnyilvánult érdeklődése a pravoszlávia jelentős képviselőivel való találkozások révén felerősödött. Ezt követően főként az írásnak szentelte magát, egyedül és másokkal együttműködve számos művet publikált.
1920-ban a Moszkvai Egyetem tanárává nevezték ki. 1922-ben pedig számos más gondolkodóval, prominens értelmiségivel együtt száműzték a Szovjetunióból. Rövid időre feleségével Berlinben telepedett le, ahol megszervezte más emigránsokkal együttműködésben a Vallásfilozófiai Akadémiát.  1925-től Párizsban élt, bekapcsolódott a francia szellemi életbe, legjelentősebb műveit is ekkor írta. 1925 és 1940 között az orosz emigránsok Puty című folyóiratának szerkesztője volt. A Cambridge-i Egyetem 1947-ben a teológia doktorává avatta.
Önmegismerés című önéletírásában leírta, hogy az ifjú eurázsianisták őt magukhoz közel állónak, időnként tanáruknak tekintették, de ő ezzel nem értett egyet. Határozottan megkülönböztette magát tőlük, mivel az eurázsianizmus hívei nem szerették a szabadságot és a nyugati kultúrát, Kelet felé fordultak, nagyra tartották az állam szerepét, azaz etatisták voltak, vallásosságuk pedig felületes volt. Sokan közülük később közeledtek a kommunizmushoz.

## Magyarul megjelent művei
- Az új középkor. Szemlélődések Oroszország és Európa sorsán; ford. Lotz János, Sebestyén Géza; Pro Christo Diákszövetség Szövétnek, Bp., 1935
- Nicolas Berdiaeff: Marxizmus és vallás; ford. Kiss Zoltán, bev. Trócsányi Dezső; Fischer Ny., Bp., 1935
- A személy / Az úr, a szolga és a szabad; in: Az orosz vallásbölcselet virágkora. Tolsztojtól Bergyajevig, 1-2.; vál., bev. Török Endre, ford. Baán István; Vigilia, Budapest, 1988 (Vigilia)
- Az orosz kommunizmus értelme és eredete; ford. Kiss Ilona; Századvég, Budapest, 1989 (Századvég Füzetek)
- Dosztojevszkij világszemlélete; ford. Baán István; Európa, Budapest, 1993 (Filozófiai kiskönyvtár)
- A történelem értelme; ford. Szűcs Olga; Aula, Budapest, 1994
- Az ember rabságáról és szabadságáról; ford. Patkós Éva; Európa, Budapest, 1997
- Önmegismerés; ford. Gasparics Gyula, Kovács Erzsébet;  Európa, Budapest, 2002
- A kommunizmus igazságai és hazugsága; ford. Révész Mária Magdolna;  Kairosz, Szentendre, 2003 ISBN 963 9406 99 6
- Szellem és realitás. Az istenemberi szellemiség alapjai; ford. Patkós Éva; Typotex, Budapest, 2020
- Az orosz eszme. Az orosz gondolkodás alapvető problémái a 19. században és a 20. század elején; ford., jegyz. Patkós Éva; Osiris, Budapest, 2020 (Osiris társadalomtudományi könyvtár)

## Szakirodalom
- Vincze Krisztián, A személy fogalma Nyikolaj Bergyajev gondolkodásában, Athanasiana 35 (2013)
- Török Endre; Nyikolaj Bergyajev (1874–1948); Vigília 1986. év, 51. évfolyam, 11. szám
- Szűcs Olga: Nyikolaj Bergyajev történetfilozófiája. 1901–1924 között írt művei alapján; Dobroljubov Társadalomtudományi Társaság Közhasznú Egyesület, Páty, 2006